# Велике Маресєво
Велике Маресєво (рос. Большое Маресьево) — село в Лукояновському районі Нижньогородської області Російської Федерації.
Населення становить 570 осіб. Входить до складу муніципального утворення Большемаресєвська сільрада.

## Історія
Від 2009 року входить до складу муніципального утворення Большемаресєвська сільрада.

## Населення
| 2002 | 2010 |
| ---- | ---- |
| 675  | ↘570 |